# كيفن سوير
كيفن سوير هو لاعب هوكي الجليد كندي، ولد في 21 فبراير 1974 في Christina Lake, British Columbia ‏ في كندا.

## وصلات خارجية
- كيفن سوير على موقع دوري الهوكي الوطني (الإنجليزية)
- كيفن سوير على موقع قاعة مشاهير الهوكي (لاعب أن.إتش.أل) (الإنجليزية)
- كيفن سوير على موقع EliteProspects.com (الإنجليزية)
- كيفن سوير على موقع HockeyDB.com (الإنجليزية)
- كيفن سوير على موقع Hockey-Reference.com (الإنجليزية)